# 陸夢熊 (隆慶進士)
陸夢熊（1535年—？），字伯祥，號莲峰，浙江紹興府餘姚縣人，民籍，明朝政治人物。陸一鵬从子。

## 生平
嘉靖己酉（1549年）浙江鄉試第八名舉人。隆慶五年（1571年）中式辛未科會試第六十四名，三甲第二百七十五名進士。大理寺觀政，授福建建安县知县，萬曆二年（1574年）调铅山县，八年升工部主事，歷升郎中，丁憂歸。十四年复除工部，管通州河道，二十年官至江西按察司副使，备兵九江，二十一年二月考察致仕。

## 家族
曾祖陸懷；祖父陸鐩，縣丞 贈刑部主事；父陸一龍，母蔣氏；前母王氏；繼母翁氏。慈侍下。